# Famous Cryp
Fampus Cryp è il mixtape di debutto del rapper statunitense Blueface, pubblicato il 20 giugno 2018.

## Tracce
1. Dead Locs – 2:13
2. Dead Locs Pt.2 – 2:05
3. Thotiana – 2:09
4. Freak Bitch – 1:45
5. Fucced Em – 1:44
6. Famous Cryp – 2:10
7. Respect My Cryppin – 2:21
8. Uncle Phillip – 1:45
9. Put in her Face – 2:14
10. Show Up – 2:37